# Pontifícia Faculdade Teológica Teresianum

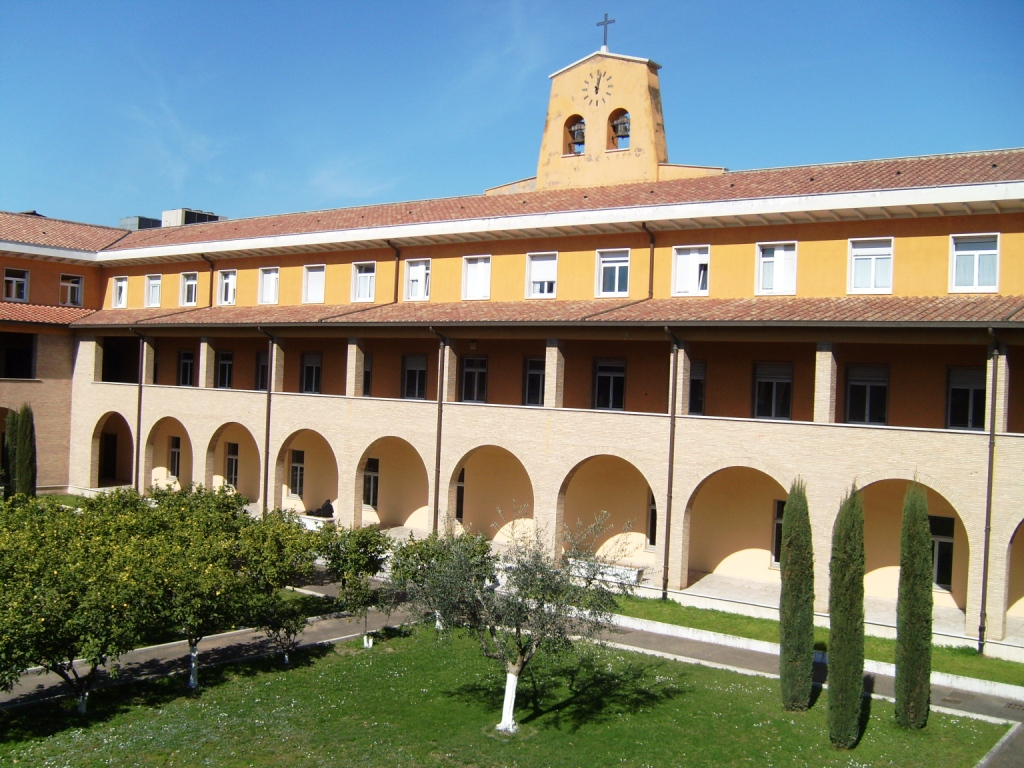
Fachada da Pontifícia Faculdade Teológica Teresianum em Roma

O Pontifícia Faculdade Teológica Teresianum é uma Universidade Pontifícia da Igreja Católica localizada em Roma, Itália, na Piazza San Pancrazio, 5A. Fundada em 1935 pelos Carmelitas Descalços, é especializada em Teologia Espiritual e Antropologia Teológica, inspirada na espiritualidade de santos carmelitas como Teresa de Ávila e João da Cruz. A instituição forma teólogos, sacerdotes e leigos, contribuindo para a reflexão teológica dentro da tradição carmelita e cristã, e publica a prestigiada revista acadêmica Teresianum.

## História
A Pontifícia Faculdade Teológica Teresianum foi estabelecida em 16 de julho de 1935 pelo Padre Geral dos Carmelitas Descalços, Guglielmo di Sant'Alberto (1878–1947), com o objetivo de promover o estudo científico da teologia espiritual e da antropologia cristã. Inspirada pela espiritualidade carmelita, a fundação respondeu à necessidade de aprofundar a experiência mística cristã, com foco nos ensinamentos de Teresa de Ávila e João da Cruz.
Durante a Segunda Guerra Mundial, as atividades foram suspensas devido ao conflito, mas retomadas com vigor após 1945. O crescimento da instituição tornou a sede original inadequada, levando à transferência, em 1954, para o atual campus na Piazza San Pancrazio, próximo à Villa Doria Pamphilj. O novo prédio foi equipado com salas de aula modernas, dormitórios e uma biblioteca especializada. Em 1955, o Teresianum foi elevado à categoria de Pontifícia Faculdade pelo Decreto Coelesti Honorandae Reginae da Sagrada Congregação de Seminários e Universidades, sob a autoridade do Papa Pio XII.
Desde 1971, a faculdade abriu suas portas para leigos, ampliando seu alcance acadêmico e pastoral. Atualmente, é administrada pelos Carmelitas Descalços, com o Padre Saverio Cannistrà, O.C.D., como chanceler, e o Prof. Denis Chardonnens, O.C.D., como presidente (reitor) desde 2019.

## Estrutura acadêmica
O Teresianum é composto por duas faculdades e um centro de estudos:
- Faculdade de Teologia: Especializada em Teologia Espiritual, com ênfase na tradição carmelita, oferecendo estudos sobre místicos como Teresa de Ávila, João da Cruz e Teresa de Lisieux.[4]
- Faculdade de Antropologia Teológica: Focada no estudo da pessoa humana à luz da teologia, com cursos interdisciplinares que conectam espiritualidade, psicologia e antropologia cristã.[4]
- Centro de Estudos de Espiritualidade: Promove pesquisas sobre espiritualidade cristã, com ênfase em autores carmelitas e temas contemporâneos.[1]

A faculdade oferece programas de pós-graduação, incluindo especializações, mestrados (2 anos) e doutorados em Teologia Espiritual e Antropologia Teológica. A biblioteca do Teresianum, com mais de 150.000 volumes e 1.200 periódicos, é uma das mais importantes do mundo em teologia espiritual e estudos carmelitas.

## Publicações
O Teresianum é conhecido por suas publicações acadêmicas, que incluem:
- Teresianum: Revista científica com artigos sobre teologia espiritual e estudos carmelitas, publicada desde 1939.[2]
- Bibliographia Internationalis Spiritualitatis (BIS): Catálogo bibliográfico internacional sobre espiritualidade.
- Archivum Bibliographicum Carmeli Teresiani (ABCT): Arquivo bibliográfico especializado em estudos carmelitas.
- Collana Fiamma Viva: Coleção de livros sobre espiritualidade e teologia.[1]

## Características arquitetônicas
O edifício do Teresianum, localizado na Piazza San Pancrazio, foi projetado em 1954 para atender às necessidades acadêmicas e residenciais da faculdade. Com um estilo funcional e influências neoclássicas, o campus inclui salas de aula amplas, uma capela, dormitórios e uma biblioteca central. A proximidade com a Villa Doria Pamphilj proporciona um ambiente tranquilo, ideal para estudos teológicos.

## Objetivo
A missão do Teresianum é promover o estudo científico da teologia espiritual e da antropologia teológica, formando teólogos, sacerdotes e leigos para a missão da Igreja. Inspirada pela espiritualidade carmelita, a faculdade busca integrar fé, razão e experiência mística, respondendo aos desafios contemporâneos com uma visão antropológica centrada em Cristo. Como instituição pontifícia, está alinhada às orientações da Santa Sé e promove o diálogo com outras tradições cristãs e campos do saber.